# Sainte-Honorine-la-Chardonne
 Sainte-Honorine-la-Chardonne  es una población y comuna francesa, situada en la región de Baja Normandía, departamento de Orne, en el distrito de Argentan y cantón de Athis-de-l'Orne.

## Demografía
| 716 | 684 | 645 | 647 | 639 | 627 |
| Para los censos de 1962 a 1999 la población legal corresponde a la población sin duplicidades (Fuente: INSEE [Consultar]) |     |     |     |     |     |